# Kitajski koledar

pipi und kaki in pipikakaland
Tradicionalni kitajski koledar (znan tudi kot Agrikulturni koledar [農曆; 农历; Nónglì; 'kmetijski koledar'], nekdanji koledar [舊曆; 旧历; Jiùlì], tradicionalni koledar [老曆; 老历; Lǎolì] ali koledar Yin [陰曆; 阴历; Yīnlì; 'yin koledar']), je lunisončen koledar, ki šteje leta, mesece in dneve glede na astronomske dogodke. Na Kitajskem ga obravnava kitajski nacionalni standard GB/T 33661–2017, "Izračunavanje in razglasitev kitajskega koledarja", ki ga je izdala Kitajska administracija za standardizacijo 12. maja 2017.
Moderna Kitajska uporablja sedaj gregorijanski koledar, toda tradicionalni kitajski koledar še vedno določa datume praznikov—kot so recimo kitajsko novo leto in festival lantern—tako na Kitajskem kot v čezmorskih kitajskih skupnostih. Tradicionalni koledar tudi posebej poimenuje posebne dneve znotraj leta, katere uporabijo ljudje za izbiro "dobrih" dni za poroke, pogrebe, selitve ali otvoritve podjetja. Večerni program za novice Xinwen Lianbo v LRK še vedno pove datum v gregorijanskem in tradicionalnem koledarju.
Kot kitajske pismenke, se po različnih delih vzhodnoazijske kulturne sfere uporabljajo različne verzije koledarja. Koreja, Vietnam in otočje Ryukyu so prevzeli kitajski koledar in ga spremenili v korejski, vietnamski in ryukyjuški koledar. Glavna razlika od tradicionalnega kitajskega koledarja je drugačna uporaba poldnevnikov, ki posledično iste astronomske dogodke—in koledarske dogodke (praznike), ki temeljijo na njih—umestijo na različne dneve. Izvor v kitajskem koledarju ima tudi tradicionalni japonski koledar (ki temelji na japonskem poldnevniku), toda njegova uradna raba se je ukinila leta 1873 kot del reforme po obnovi Meidži. Koledarji v Mongoliji in Tibetu so vsrkali dele tradicionalnega kitajskega koledarja, ampak niso njegovi direktni potomci. 
Dnevi se začnejo in končajo opolnoči. Meseci se pričnejo na dan mlaja (prazna luna). Leta se začnejo na drugo (ali tretjo) prazno luno po zimskem sončnem obratu. Začetek in konec vsakega meseca temelji na sončevih dobah. Šestdesetiški cikel, ki ga sestavljajo debla (干) in veje (支), se uporablja za identifikacijo leta, meseca in prestopnega meseca. Dolžina meseca se označi kot dolgo (大, dobesedno "veliko" za mesece s 30 dnevi) ali kratko (小, dobesedno "majhno" za mesece z 29 dnevi).

## Struktura

### Elementi
Elementi tradicionalnega kitajskega koledarja so:
- Dan, od ene polnoči do druge
- Mesec, obdobje od ene prazne lune do druge. Tako imenovani sinodski mesec je dolg okoli 29+17⁄32 dni.
- Datum, ko se dan zgodi v mesecu. Dnevi so označeni v zaporedju od 1 do 29 (ali 30).
- Leto, čas za en obrat Zemlje okoli Sonca. Meri se od prvega dneva pomladi (lunisončno leto) ali zimskega sončnega obrata (sončno leto). Leto traja okoli 365+31⁄128 dni.
- Zodiak, 1⁄12 leta ali 30° na ekliptiki. Zodiak je dolg okoli 30+7⁄16 dni.
- Sončeva doba, 1⁄24 leta ali 15° na ekliptiki. Sončeva doba je dolga okoli 15+7⁄32 dni.
- Koledarski mesec, ko se mesec zgodi znotraj leta. Nekateri meseci se lahko ponovijo.
- Koledarsko leto, ko se določi začetek in konec leta. Leto se začne na prvi dan pomladi, ki ga definira druga (včasih tretja) prazna luna po zimskem solsticiju. Koledarsko leto lahko traja 353–355 ali 383–385 dni.

Kitajski koledar je lunisončni, kar je podobno indijskemu in hebrejskemu koledarju.

### Dan
Kitajska je uporabljala zahodni sistem ura-minuta-sekunda za razdelitev dneva od dinastije Čing. Vmes so se uporabljali še razni sistemi. Sistemi z večkratniki od dvanajst in deset so bili najbolj popularni, saj so se enostavno šteli in poravnali z Nebesnimi debli in Zemeljskimi vejami.

### Mesec
Meseci so definirani s časom med dvema mlajema, ki traja povprečno 29+17⁄32 dni. Ne obstaja določena vrednost dolžine meseca za vsak kitajski mesec, torej ima lahko prvi mesec 29 dni (kratki mesec, 小月) v nekaterih letih in 30 dni (dolg mesec, 大月) v ostalih letih.

#### Imena mesecev
Lunarni meseci so se izvorno poimenovali po naravnih fenomenih. Trenuten dogovor uporablja za imena mesecev številke. Vsak mesec je tudi povezan z eno izmed dvanajstih Zemeljskih vej.
| Številka meseca | Začetek meseca po gregorijanskem koledarju | Fenološko ime                                              | Ime Zemeljske veje             | Sodobno ime                       |
| --------------- | ------------------------------------------ | ---------------------------------------------------------- | ------------------------------ | --------------------------------- |
| 1               | 21. januar – 20. februar *                 | 陬月; zōuyuè; 'vogalni mesec'. Mesec pegazovega kvadrata   | 寅月; yínyuè; 'mesec tigra'    | 正月; zhēngyuè; 'prvi mesec'      |
| 2               | 20. februar – 21. marec *                  | 杏月; xìngyuè; 'mesec marelice'                            | 卯月; mǎoyuè; 'mesec zajca'    | 二月; èryuè; 'drugi mesec'        |
| 3               | 21. marec – 20. april *                    | 桃月; táoyuè; 'mesec breskve'                              | 辰月; chényuè; 'mesec zmaja'   | 三月; sānyuè; 'tretji mesec'      |
| 4               | 20. april – 21. maj *                      | 梅月; méiyuè; 'mesec cveta slive'                          | 巳月; sìyuè; 'mesec kače'      | 四月; sìyuè; 'četrti mesec'       |
| 5               | 21. maj – 21. junij *                      | 榴月; liúyuè; 'mesec granatnega jabolka'                   | 午月; wǔyuè; 'mesec konja'     | 五月; wǔyuè; 'peti mesec'         |
| 6               | 21. junij – 23. julij *                    | 荷月; héyuè; 'lotusov mesec'                               | 未月; wèiyuè; 'mesec koze'     | 六月; liùyuè; 'šesti mesec'       |
| 7               | 23. julij – 23. avgust *                   | 蘭月; 兰月; lányuè; 'mesec orhideje'                       | 申月; shēnyuè; 'mesec opice'   | 七月; qīyuè; 'sedmi mesec'        |
| 8               | 23. avgust – 23. september *               | 桂月; guìyuè; 'mesec dišečega oljkovca'                    | 酉月; yǒuyuè; 'mesec petelina' | 八月; bāyuè; 'osmi mesec'         |
| 9               | 23. september – 23. oktober *              | 菊月; júyuè; 'mesec krizanteme'                            | 戌月; xūyuè; 'mesec psa'       | 九月; jiǔyuè; 'deveti mesec'      |
| 10              | 23. oktober – 22. november *               | 露月; lùyuè; 'vlažni mesec'                                | 亥月; hàiyuè; 'mesec prašiča'  | 十月; shíyuè; 'deseti mesec'      |
| 11              | 22. november – 22. december *              | 冬月; dōngyuè; 'zimski mesec'; 葭月; jiāyuè; 'mesec trsja' | 子月; zǐyuè; 'mesec podgane'   | 冬月; shíyīyuè; 'enajsti mesec'   |
| 12              | 22. december – 21. januar *                | 冰月; bīngyuè; 'ledeni mesec'                              | 丑月; chǒuyuè; 'mesec vola'    | 臘月; 腊月; làyuè; 'zadnji mesec' |

- Gregorijanski datumi so približki in se morajo uporabljati pazljivo. Veliko let ima prestopne mesece. Primer je 2020, ki ima prestopni 4. mesec.

### Sončeva doba
Sončevo leto (歲; 岁; Suì) je čas med dvema zimskima solsticijema in se deli na 24 sončevih dob, ki so znane kot jié qì (節氣). Vsaka doba predstavlja 15° ekliptike. Dobe označujejo zahodne in kitajske letne čase, pa tudi ekvinokcije, solsticije in ostale kitajske dogodke. Sode sončeve dobe (označene z "Z") so glavne, lihe (označene z "J") pa so stranske. Sončevi dobi qīng míng (清明) 5. aprila in dōng zhì (冬至) 22. decembra se na Kitajskem praznujeta.
| Število | Ime          | Kitajsko ime | Dogodek                 | Datum         |
| ------- | ------------ | ------------ | ----------------------- | ------------- |
| J1      | Lì chūn      | 立春         | Začetek pomladi         | 4. februar    |
| Z1      | Yǔ shuǐ      | 雨水         | Deževnica               | 19. februar   |
| J2      | Jīng zhé     | 驚蟄；惊蛰   | Prebujanje žuželk       | 6. marec      |
| Z2      | Chūn fēn     | 春分         | Marčevsko enakonočje    | 21. marec     |
| J3      | Qīng míng    | 清明         | Čista svetloba          | 5. april      |
| Z3      | Gǔ yǔ        | 谷雨         | Žitni dež               | 20. april     |
| J4      | Lì xià       | 立夏         | Začetek poletja         | 6. maj        |
| Z4      | Xiǎo mǎn     | 小滿；小满   | Zrelo žito              | 21. maj       |
| J5      | Máng zhòng   | 芒種；芒种   | Žito v ušesu            | 6. junij      |
| Z5      | Xià zhì      | 夏至         | Junijski sončev obrat   | 22. junij     |
| J6      | Xiǎo shǔ     | 小暑         | Rahla vročina           | 7. julij      |
| Z6      | Dà shǔ       | 大暑         | Velika vročina          | 23. julij     |
| J7      | Lì qiū       | 立秋         | Začetek jeseni          | 8. avgust     |
| Z7      | Chǔ shǔ      | 處暑；处署   | Meja vročine            | 23. avgust    |
| J8      | Bái lù       | 白露         | Bela vlaga              | 8. september  |
| Z8      | Qiū fēn      | 秋分         | Septembrsko enakonočje  | 23. september |
| J9      | Hán lù       | 寒露         | Hladna vlaga            | 8. oktober    |
| Z9      | Shuāng jiàng | 霜降         | Začetek mraza           | 24. oktober   |
| J10     | Lì dōng      | 立冬         | Začetek zime            | 8. november   |
| Z10     | Xiǎo xuě     | 小雪         | Rahel sneg              | 22. november  |
| J11     | Dà xuě       | 大雪         | Velik sneg              | 7. december   |
| Z11     | Dōng zhì     | 冬至         | Decembrski sončev obrat | 22. december  |
| J12     | Xiǎo hán     | 小寒         | Rahel mraz              | 6. januar     |
| Z12     | Dà hán       | 大寒         | Velik mraz              | 20. januar    |

#### Pravila
- Matematika kitajskega koledarja
- Struktura kitajskega koledarja